# Нападение на УФСБ в Хабаровске
Нападение на УФСБ по Хабаровскому краю — террористический акт, произошедший 21 апреля 2017 года в здании регионального управления ФСБ в Хабаровске. Антон Конев, 17-летний неонацист, открыл огонь из карабина в приёмной, ранив одного человека и убив двух человек — сотрудника ФСБ и переводчика — и погиб сам. Злоумышленнику удалось несколько раз перезарядить оружие и он был убит ответным огнём только через сорок минут после первого выстрела. Таким образом Конев отметил день рождения Гитлера. Молодой человек нашёл оружие для нападения в стрелковом тире, убив инструктора, который пытался его остановить.

## Ход событий
В уголовном деле, открытом после совершения преступления, три статьи: 105 («Убийство»), 317 («Посягательство на жизнь сотрудника правоохранительного органа»), 282 («Возбуждение ненависти») и двое обвинённых, Игорь Лимонов и Александр Таланов. По версии следствия, они вместе с Коневым состояли в запрещённом экстремистском сообществе «Штольц» и помогали стрелку организовать нападение на приёмную ФСБ. 24 мая 2019 года в Дальневосточном окружном военном суде огласили приговор: Лимонову — 9,5 лет колонии, Таланову — 26 лет. Оба они не признают свою вину и пытаются обжаловать приговор.